# Bahnstrecke Hooksett–Suncook
| Gesellschaft: | zuletzt BM           |                                      |                                      |
| Streckenlänge: | 4,07 km              |                                      |                                      |
| Spurweite: | 1435 mm (Normalspur) |                                      |                                      |
| |                      |                                      |                                      |
| Gleise: | 1                    |                                      |                                      |
| \| \| \| \| \| \| \| \| von Nashua \| \| \| \| 0,00 \| Hooksett NH \| Hooksett NH \| \| \| \| Merrimack River \| \| \| \| \| nach Concord \| \| \| \| \| Merrimack River \| \| \| \| \| von Portsmouth bzw. Center Barnstead \| \| \| \| \| Suncook River \| \| \| \| 4,07 \| Suncook NH \| Suncook NH \| \| \| \| nach Bow Junction \| \| |                      |                                      |                                      |
| |                      |                                      |                                      |
| Strecke |                      | von Nashua                           | von Nashua                           |
| Dienststation / Betriebs- oder Güterbahnhof | 0,00                 | Hooksett NH                          | Hooksett NH                          |
| Brücke über Wasserlauf |                      | Merrimack River                      | Merrimack River                      |
| Abzweig ehemals geradeaus und nach links |                      | nach Concord                         | nach Concord                         |
| Brücke über Wasserlauf (Strecke außer Betrieb) |                      | Merrimack River                      | Merrimack River                      |
| Abzweig geradeaus und von rechts (Strecke außer Betrieb) |                      | von Portsmouth bzw. Center Barnstead | von Portsmouth bzw. Center Barnstead |
| Brücke über Wasserlauf (Strecke außer Betrieb) |                      | Suncook River                        | Suncook River                        |
| Bahnhof (Strecke außer Betrieb) | 4,07                 | Suncook NH                           | Suncook NH                           |
| Strecke (außer Betrieb) |                      | nach Bow Junction                    | nach Bow Junction                    |

Die Bahnstrecke Hooksett–Suncook ist eine etwa vier Kilometer lange stillgelegte Eisenbahnstrecke in New Hampshire (Vereinigte Staaten).

## Geschichte
Die Portsmouth and Concord Railroad hatte in den 1850er Jahren eine Bahnstrecke zwischen ihren namensgebenden Städten gebaut. Nachdem die Concord Railroad diese Bahn gepachtet und 1862 den Abschnitt westlich von Candia stillgelegt hatte, um Konkurrenz zu ihrer Hauptstrecke zu vermeiden, baute sie mit Hilfe der Montreal and Lawrence Railroad die Hooksett Branch Railroad, eine Gleisverbindung von Hooksett über den Merrimack River nach Suncook, um den Ort weiterhin anbinden zu können. Sie wurde als Zweigstrecke der Concord-Hauptstrecke betrieben. Ab 1889 führte die Concord and Montreal Railroad den Betrieb, der 1895 die Boston and Maine Railroad nachfolgte.
Ende 1934 stellte die Boston&Maine den Personenverkehr zwischen Hooksett und Suncook ein, 1935 endete auch der Güterverkehr, da die Brücke über den Merrimack marode geworden war. Es wurde zwar ins Auge gefasst, die Brücke zu reparieren, allerdings schwemmte ein Hochwasser im März und April 1936 die Brücke fort und 1943 wurde die Strecke endgültig stillgelegt und abgebaut.

## Streckenbeschreibung
Die Strecke fädelt nördlich des Bahnhofs Hooksett aus der Hauptstrecke Nashua–Concord aus und führt schräg nordostwärts über den Merrimack River. Von der Brücke, die eigentlich aus zwei Teilen besteht, da die Bahnstrecke eine Flussinsel überquert, sind nur noch die Grundpfeiler erhalten. Die Bahntrasse verläuft dann nordwärts parallel zum Fluss und mündet kurz vor der Brücke über den Suncook River in die Bahnstrecke Portsmouth–Bow Junction ein.